# Гара Докањаса (Васлуј)
Гара Докањаса (рум. Gara Docăneasa) насеље је у Румунији у округу Васлуј у општини Виндереј. Oпштина се налази на надморској висини од 125 m.

## Становништво
Према подацима из 2002. године у насељу је живело 146 становника, од којих су сви румунске националности.